# Karl Emil Goldmann
Karl Emil Goldmann, seit 1900 auch Karl Emil Ritter von Goldmann, (* 20. Dezember 1848 in Hausen ob Verena, Großherzogtum Baden; † 3. Februar 1917 in Bad Berka) war ein deutscher Jurist und Richter am Reichsgericht.

## Leben
Während seines Studiums der Rechtswissenschaften an der Eberhard-Karls-Universität Tübingen wurde Karl Goldmann 1866 Mitglied der Burschenschaft Germania Tübingen. Er trat 1874 in den Staatsdienst des Königreichs Württemberg ein. 1881 wurde er Landrichter und 1889 Landgerichtsrat. 1896 wurde er zum Oberlandesgerichtsrat befördert. 1897 kam er vom Oberlandesgericht Stuttgart an das Reichsgericht in Leipzig, zunächst in den I. Strafsenat. Ab 1900 gehörte er dem VI. Zivilsenat an. Im Rang eines Reichsgerichtsrats wurde er im April 1914 in den Ruhestand versetzt. Er war aus antisemitischer Sicht „jüdischer Jurist“. Es gibt allerdings keinerlei Hinweise auf eine jüdische Herkunft der Stuttgarter Bürgerfamilie, sein Vater war evangelischer Pfarrer in Hausen.

## Ehrungen
- Im Jahr 1900 wurde Karl Goldmann das Ritterkreuz des Ordens der Württembergischen Krone verliehen,[4] von dem damit verbundenen Personaladel („Karl Ritter von Goldmann“) hat er aber anscheinend keinen Gebrauch gemacht.[5]

## Schriften
- Kriegszeit und Juristendeutsch. In: Deutsche Juristen-Zeitung, 20. Jahrgang 1915, Sp. 1011/1012.
- Abkürzung der Zivilprozesse in und nach dem Kriege. In: Deutsche Juristen-Zeitung, 22. Jahrgang 1917, Sp. 599/600.